# Amanda Svensson
Pour les articles homonymes, voir Svensson.
Amanda Svensson, née le 5 juin 1987 à Arlöv dans le comté de Scanie en Suède, est une romancière, journaliste et traductrice suédoise.

## Biographie
Amanda Svensson naît en 1987 à Arlöv, une localité suédoise située dans la commune de Burlöv dans le comté de Scanie. Fille du journaliste et écrivain Per Svensson (sv) et de la professeur Ann-Sofie Svensson, elle grandit à Malmö. Elle commence à écrire durant sa jeunesse et est finaliste du Petit Prix August (sv) à l'âge de dix-sept ans. Elle suit ensuite des cours d'écriture créative au lycée Fridhems (sv) de Svalöv (sv) puis étudie la critique littéraire et le Français à l'Université de Lund. Elle déménage avec sa famille à Londres en 2015, avant de s'installer un an plus tard dans la région des Cornouailles.
Elle publie en 2008 un premier roman, Hey Dolly. En 2011, son deuxième roman, Bienvenue dans ce monde (Välkommen till den här världen), est nommé pour le prix August. Après la parution de Allt det där jag sa till dig var sant en 2014, elle écrit en 2019 le roman Un système d'une beauté aveuglante (Ett system så magnifikt att det bländar), un drame familial moderne qui est lauréat du prix littéraire Svenska Dagbladets (sv).
Elle travaille également comme critique littéraire et journaliste culturelle pour le quotidien Expressen et comme traductrice, de l'anglais vers sa langue maternelle. Elle a notamment traduit des œuvres d'Ali Smith, de Tessa Hadley ou de Kristen Roupenian.

## Œuvre
- Hey Dolly (2008)
- Välkommen till den här världen (2011) Publié en français sous le titre Bienvenue dans ce monde, traduction d'Esther Sermage, Arles, Actes Sud, coll. « Lettres scandinaves », 2014
- Allt det där jag sa till dig var sant (2014)
- Ett system så magnifikt att det bländar (2019) Publié en français sous le titre Un système d'une beauté aveuglante, traduction d'Esther Sermage, Montfort-en-Chalosse, Gaïa Éditions, 2021

## Prix et distinctions
- Prix spécial (sv) de l'Académie les Neuf en 2011.
- Nomination au prix August 2011 pour Bienvenue dans ce monde (Välkommen till den här världen).
- Prix Per Olov Enquist (sv) en 2019 pour Un système d'une beauté aveuglante (Ett system så magnifikt att det bländar)[8].
- Prix littéraire Svenska Dagbladets (sv) en 2019 pour Un système d'une beauté aveuglante (Ett system så magnifikt att det bländar)[9].